# Matías de Escobar y Llamas
Matías de Escobar y Llamas (La Orotava, Espagne, 1680 ou 1688 - Morelia, Mexique, 1748) est un religieux et chroniqueur espagnol de l'ordre de Saint-Augustin. Il est connu principalement pour son œuvre Americana Thebaida (1724), l'un des traités les plus importants de l'historiographie coloniale mexicaine.

## Biographie
Né à La Orotava, dans le nord de l'île de Tenerife (îles Canaries). Dans sa jeunesse, il émigre avec ses parents à la Nouvelle-Espagne. En 1706, il prend l'habit religieux dans le couvent de Yuririhapundaro, le 25 mai 1714, il est ordonné prêtre.
Plus tard, il étudie pour enseigner la théologie et travaille comme professeur entre 1719 et 1727.
Son œuvre la plus célèbre est Americana Thebaida, écrit en 1724 et publié en 1729. Le livre est une description de la province de Michoacán, et une étude des groupes ethniques vivant dans la région avant la conquête, en particulier l'ethnie tarasque et ses caractéristiques images de Jésus-Christ fait dans la pâte de maïs. Il traite également de l'origine de l'ordre des augustins au Mexique et leur arrivée à Michoacan.
Fray Matías obtient une grande réputation d'orateur, il est prieur et curé dans différents localités et villes. En 1729, il est nommé chroniqueur provincial des augustins de Michoacan.
En 1748, il meurt à Valladolid (aujourd'hui Morelia), où il est prieur provincial.